# Paul Wegener (Schauspieler)

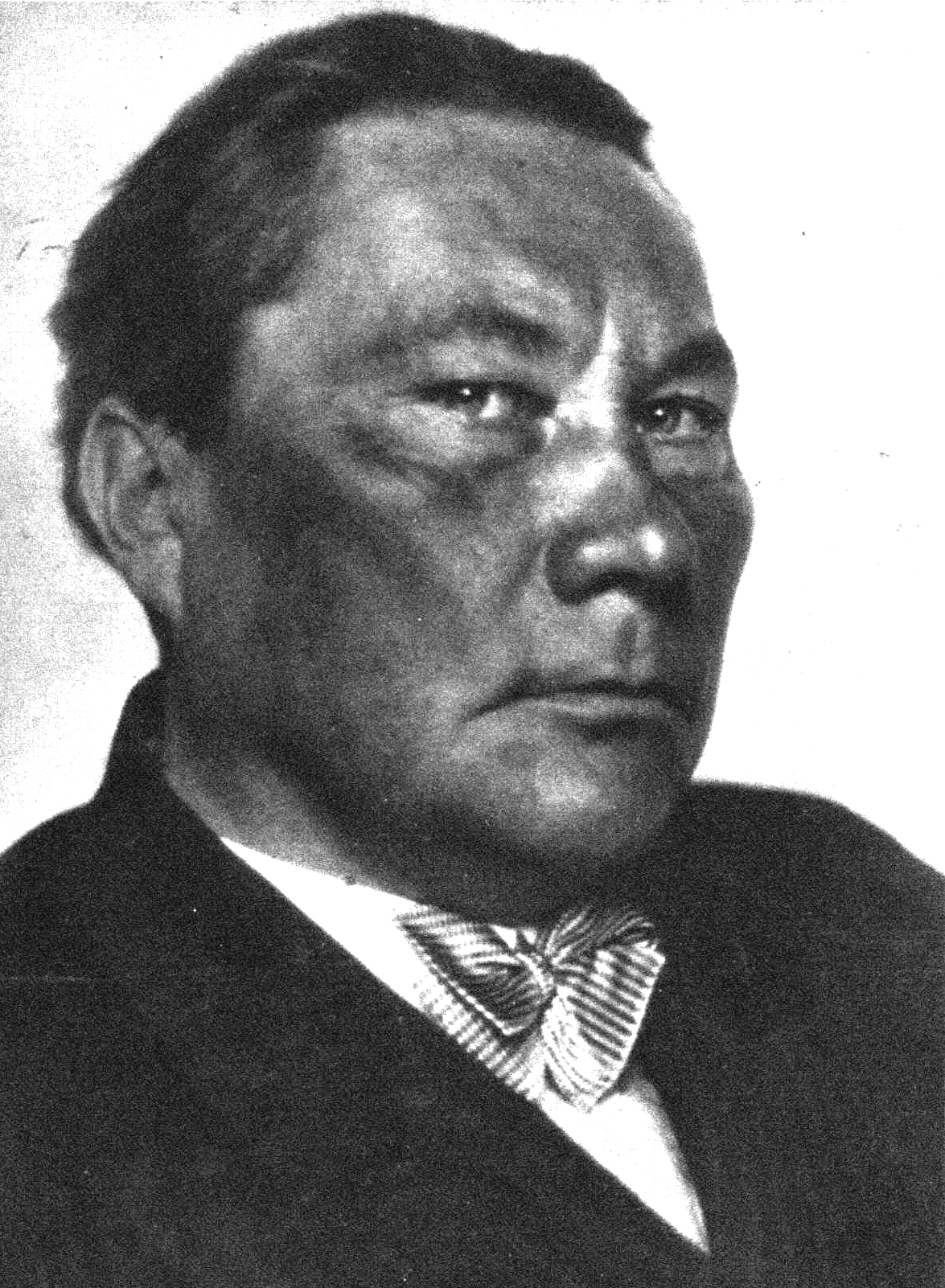
Paul Wegener im Jahr 1932

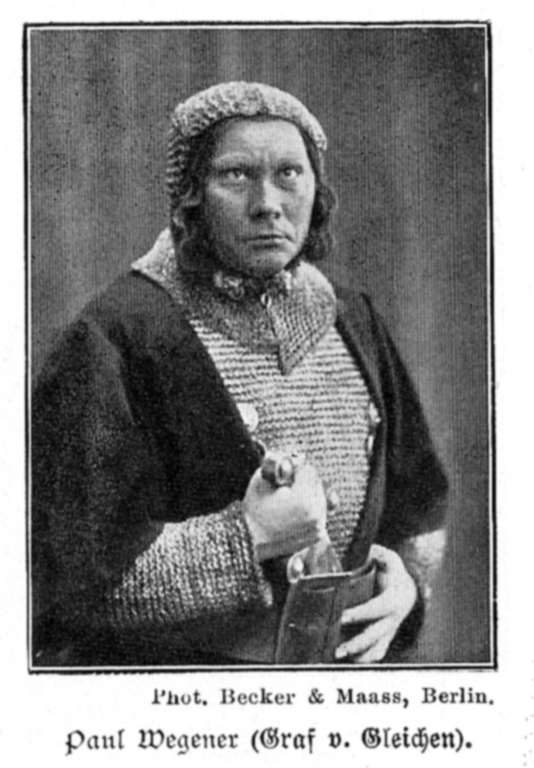
Paul Wegener (um 1900)

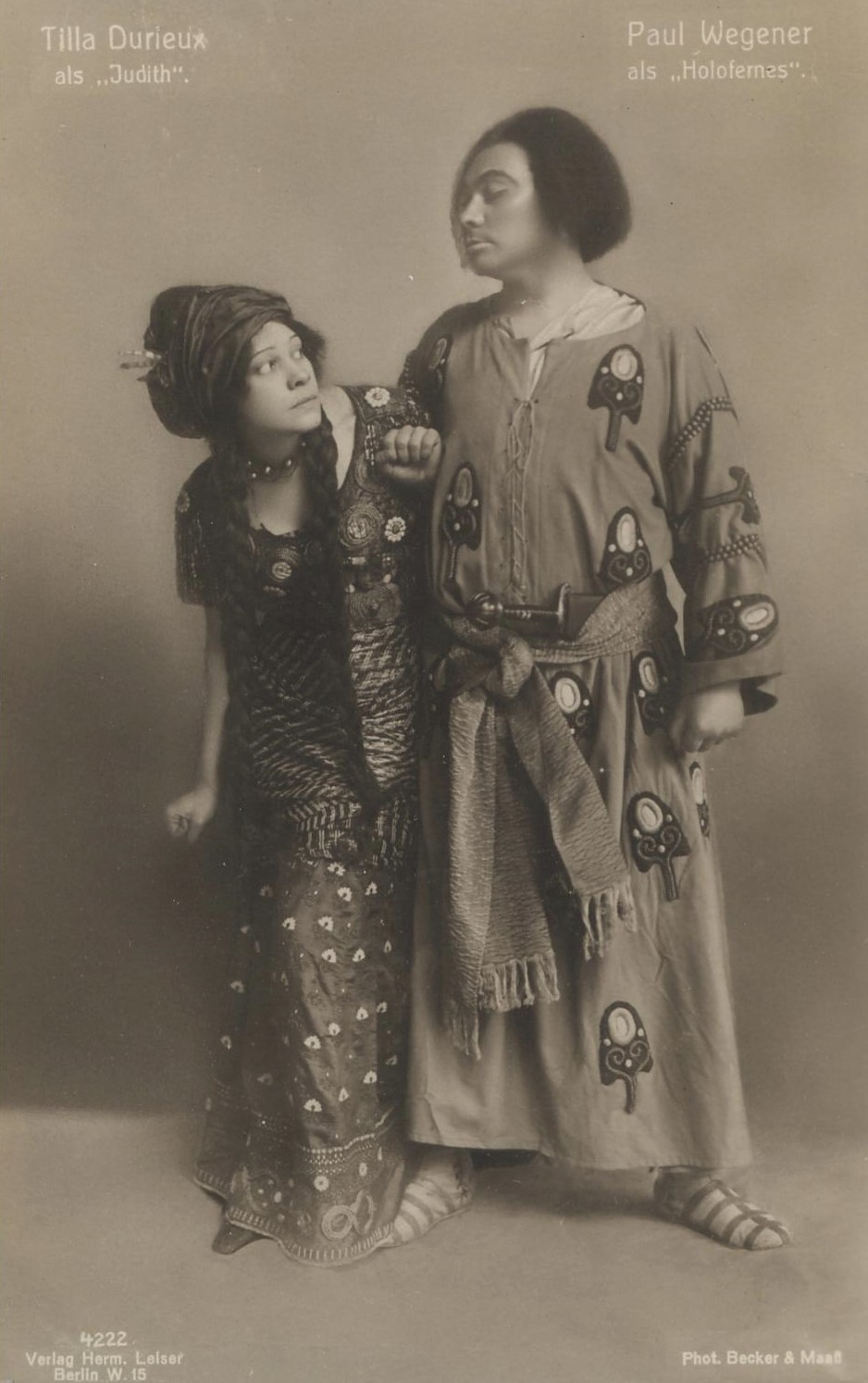
Tilla Durieux und Paul Wegener als Judith und Holofernes (um 1915)

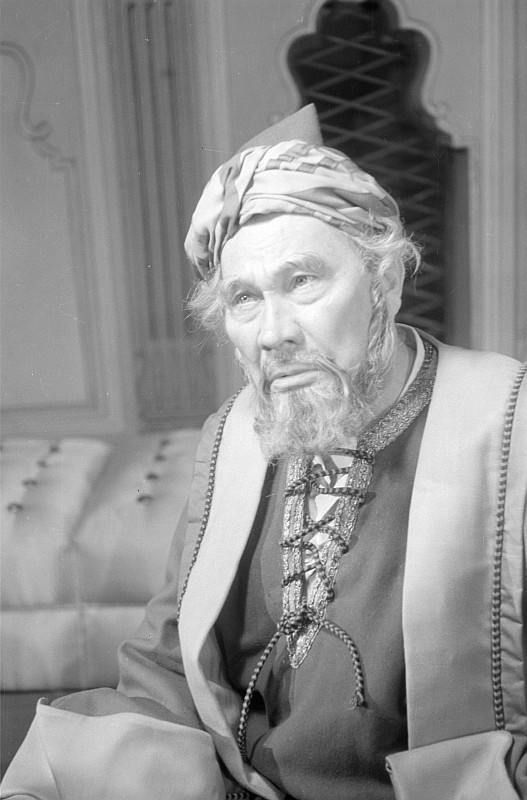
Paul Wegener als Nathan (1945)

Paul Hermann Wegener (* 11. Dezember 1874 in Arnoldsdorf, Westpreußen; † 13. September 1948 in Berlin) war ein deutscher Theater- und Filmschauspieler und Filmregisseur. Er war außerdem Produzent und Drehbuchautor.

## Leben und Werk
Paul Wegener war der Sohn eines ostpreußischen Tuchfabrikanten. Sechs Wochen nach seiner Geburt zog die Familie nach Bischdorf (heute Sątopy-Samulewo in der Gmina Bisztynek) im Kreis Rößel, wo bis zur Zerstörung durch französische Truppen 1807 das als Sommersitz und Jagdschloss genutzte Schloss der Fürstbischöfe von Ermland stand. Der Vater hatte die daraus hervorgegangene Domäne und das Gutshaus Bischdorf am Zainsee gekauft. Obgleich seine Mutter starb, als Paul Wegener erst zwei Jahre alt war, erlebte er seine ungebundene Kindheit in den Weiten des Gutes als ein „Urherrscherdasein“. Sein Vater ließ ihn schon früh Gedichte vortragen und mit seinen vier Geschwistern Theaterszenen aufführen. Nach dem Besuch des katholischen Kreisgymnasiums in Rößel ging er auf das Kneiphöfische Gymnasium in Königsberg, wo er seine Neigung zum Theater vertiefte und zusammen mit Kommilitonen den dramatischen Kreis „Melpomene“ gründete. 1894/95 studierte er auf Wunsch des Vaters Rechtswissenschaften, dazu Philosophie und Kunstgeschichte in Freiburg im Breisgau und Leipzig, brach das Studium jedoch ab und suchte sein Glück beim Schauspiel. Der Vater versagte ihm daraufhin die finanzielle Unterstützung.
Über kleinere Engagements in Leipzig, Rostock, Wiesbaden und beim Bernarts-Theater in Aachen kam er schließlich nach Hamburg und spielte in einer der ersten deutschen Aufführungen von Maxim Gorkis Nachtasyl. Diese Aufführung bewegte Max Reinhardt dazu, ihn nach Berlin an sein Theater zu holen. Jetzt begann die große Zeit Paul Wegeners mit Rollen wie Richard III., Macbeth, Othello oder Mephisto zwischen 1906 und 1920. 1908 war er unter der Regie von M. Reinhardt Graf Gloucester in "König Lear" von William Shakespeare, mit Rudolph Schildkraut in der Titelrolle.
Im Ersten Weltkrieg diente er als Leutnant der Landwehr in Flandern, wo er schon 1914 mit dem Eisernen Kreuz 1. Klasse ausgezeichnet und schwer verwundet wurde.
 Paul Wegener leistete beim Film Pionierarbeit. Sein früher Einsatz für das neue Medium hatte entscheidenden Einfluss auf die Akzeptanz des Films als Kunstform in Deutschland. 1913 hatte sein erster Film Der Verführte Premiere. Ein besonderer Anreiz lag für Wegener darin, durch die im Film mögliche Bildteilung mit seinem eigenen Spiegelbild, also zweimal zur selben Zeit, auf der Kinoleinwand zu erscheinen.
Der Golem von 1914 behandelte eine Figur aus einer alten jüdischen Legende, die in der Jetztzeit von einem Verbrecher gefunden und ausgenutzt wird. Der Erfolg mit der Figur des Golem ließ Wegener eine eigene Filmfirma gründen. Nach dem Ersten Weltkrieg war er ein völlig unabhängiger Schauspieler und Regisseur. Um den Golem produzierte Paul Wegener noch zwei weitere Filme. 1920 drehte er den international gefeierten Klassiker Der Golem, wie er in die Welt kam, der die ursprüngliche Legende aus dem Prager Ghetto zum Thema hat.
Wegener galt als fantasievoller Regisseur und Darsteller; er inszenierte in der Zeit des Ersten Weltkrieges drei Märchenfilme (Rübezahls Hochzeit 1916, Hans Trutz im Schlaraffenland 1917, Der Rattenfänger 1918). Wegener stellte gerne Personen anderer Kulturen dar, so in Der Yoghi 1916, Sumurun 1920, Das Weib des Pharao 1921 und Lebende Buddhas 1924. Mit letzterem Projekt, bei dem er als Regisseur und Produzent Verantwortung trug, hatte Wegener sich allerdings übernommen, so dass er danach nur noch als Darsteller in den Produktionen anderer tätig war. Seine Filme, vor allem Der Golem, wie er in die Welt kam, feierten auch in den USA Erfolge, was ihm Arbeit in Hollywood ermöglichte. 1926 drehte er dort bei Rex Ingram Der Magier.
Wegener trat als Gast in lukrativen Hauptrollen an verschiedenen Berliner Bühnen auf und ging außerdem mit Theaterproduktionen auf Tournee. 1929 trat er mit seiner damaligen Frau Greta Schröder in Südamerika auf.
Die neue Ära des Tonfilms und der gleichzeitige Aufstieg der Nationalsozialisten verringerten seine Bedeutung als Film- und Theaterschaffender nicht. Während des Nationalsozialismus war er zunächst beim Schillertheater Heinrich Georges engagiert und später bei Gustaf Gründgens an den Staatlichen Bühnen Berlins. Paul Wegener machte aus seiner anti-nationalsozialistischen Haltung nie ein Hehl. Er spendete wiederholt Geld für Widerstandsgruppen, versteckte mehrfach gefährdete Menschen in seiner Wohnung und ging noch als alter, schwerkranker Mann nachts auf die Straßen, um Parolen wie „Nieder mit Hitler“ u. Ä. an die Haus- und Ruinenwände zu schreiben. Wegener stand 1944 auf der Gottbegnadeten-Liste des Reichsministeriums für Volksaufklärung und Propaganda.
Obwohl Wegener in einigen NS-Propaganda-Filmen mitgewirkt hatte, zuletzt 1945 in Veit Harlans Kolberg, erhielt er nach dem Zweiten Weltkrieg von der sowjetischen Besatzungsmacht die Erlaubnis, wieder aufzutreten.
Nach Kriegsende schützte er ein Dutzend Frauen vor möglicher Vergewaltigung durch sowjetische Soldaten. Sein Haus in der Binger Straße hatte sich im Rheingauviertel zu einem Treffpunkt für russische Offiziere entwickelt, mit denen Wegener sich im Erdgeschoss betrank, während die Frauen aus den umliegenden Häusern sich auf seinem Dachboden versteckten.
Am 7. September 1945 eröffnete Paul Wegener das Deutsche Theater mit Gotthold Ephraim Lessings Nathan der Weise mit ihm als Nathan. Es sollte seine letzte große Theaterrolle werden. Nach einem Schwächeanfall konnte er nicht mehr auftreten.

## Tod und Grabstätte

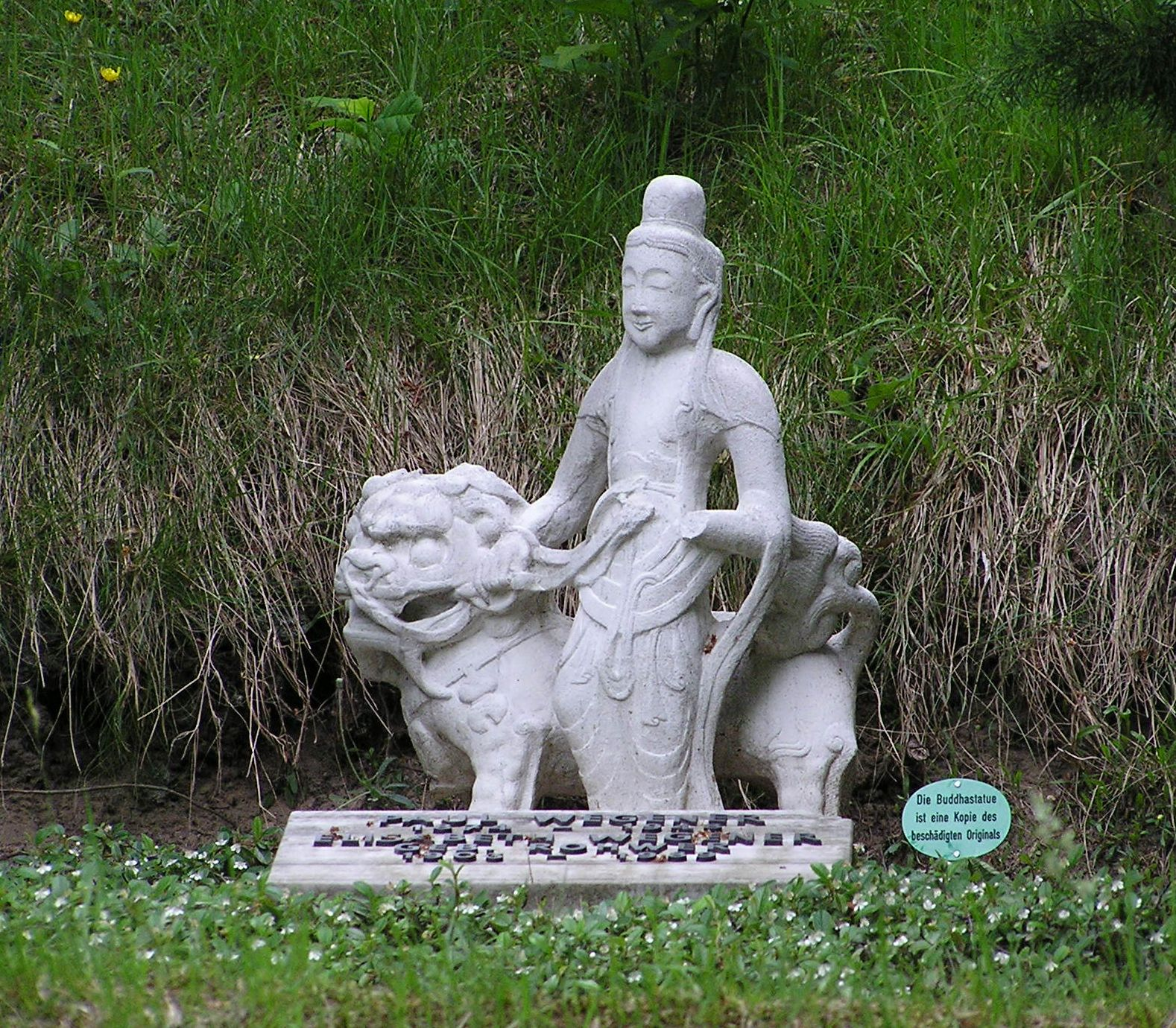
Ehrengrab von Paul Wegener auf dem Friedhof Heerstraße mit Buddha-Statue

Paul Wegener starb am 13. September 1948 im Alter von 73 Jahren in Berlin. Beigesetzt wurde er auf dem Friedhof Heerstraße im heutigen Ortsteil Berlin-Westend. Auch die Witwe Elisabeth geb. Rohwer (1903–1989) liegt dort begraben. Die einfach gestaltete Grabstätte besteht aus einer liegenden Muschelkalkplatte, die Namen und Lebensdaten der Verstorbenen trägt, und einer dahinter stehenden kleinen Statue des von einem Löwen begleiteten jungen Buddha, der mit lächelnder Miene dem Toten den Weg ins Nirwana weist. Die Skulptur erinnert daran, dass Wegener ein Kenner und Sammler ostasiatischer Kunst war. Auf dem Grab steht inzwischen eine Kopie, das beschädigte Original der Statue wird im Gebäude der Friedhofsverwaltung verwahrt.
Auf Beschluss des Berliner Senats ist die letzte Ruhestätte von Paul Wegener auf dem Friedhof Heerstraße (Grablage: Waldsonderstelle 4-B) seit 1975 als Ehrengrab des Landes Berlin gewidmet. Die Widmung wurde 2001 um die inzwischen übliche Frist von zwanzig Jahren verlängert.
Wegeners schriftlicher Nachlass befindet sich im Archiv der Akademie der Künste in Berlin.

## Familie
Paul Wegener war fünfmal verheiratet. 1899 wurde seine Tochter Martha (Marta Ernestine, später verheiratet mit Erich Jenisch), 1908 der Sohn August geboren. Seine dritte Ehe führte er von 1917 bis 1925 mit der Schauspielerin Lyda Salmonova, mit der er den Sohn Peter Wegener hatte, seine vierte mit der Schauspielerin Greta Schröder, die er nach ihrer Scheidung von dem Tänzer Ernst Matray im März 1927 heiratete. Der Schauspieler, Regisseur und Theaterpädagoge Jakob Jenisch (* 1922) ist sein Enkel.
Paul Wegener war ein Vetter des Meteorologen, Polarforschers und Geowissenschaftlers Alfred Wegener und des Meteorologen und Polarforschers Kurt Wegener.

## Filmografie
- 1913: Der Verführte – Regie: Max Obal
- 1913: Der Student von Prag – Regie: Stellan Rye/Paul Wegener
- 1913: Evinrude
- 1914: Der Golem – Regie: Henrik Galeen
- 1916: Der Yoghi – Regie: Paul Wegener
- 1916: Rübezahls Hochzeit – Regie: Paul Wegener
- 1917: Der Golem und die Tänzerin – Regie: Paul Wegener
- 1917: Hans Trutz im Schlaraffenland – Regie: Paul Wegener
- 1918: Der Rattenfänger – Regie: Paul Wegener
- 1918: Der fremde Fürst – Regie: Paul Wegener
- 1918: Apocalypse – Regie: Rochus Gliese (Antikriegskurzfilm)
- 1919: Der Galeerensträfling (2 Teile) – Regie: Rochus Gliese
- 1920: Nachtgestalten
- 1920: Steuermann Holk
- 1920: Sumurun – Regie: Ernst Lubitsch
- 1920: Der Golem, wie er in die Welt kam – Regie: Carl Boese und Paul Wegener
- 1921: Der verlorene Schatten – Regie: Paul Wegener
- 1921: Die Geliebte Roswolskys
- 1921: Das Weib des Pharao
- 1922: Sterbende Völker (2 Teile)
- 1922: Herzog Ferrantes Ende – Regie: Paul Wegener
- 1922: Vanina – Regie: Arthur von Gerlach
- 1922: Lucrezia Borgia – Regie: Richard Oswald
- 1922: Monna Vanna
- 1923: S.O.S. Die Insel der Tränen
- 1925: Lebende Buddhas – Regie: Paul Wegener
- 1926: Dagfin – Regie: Joe May
- 1926: Der Magier – Regie: Rex Ingram
- 1927: Die Weber – Regie: Friedrich Zelnik
- 1927: Glanz und Elend der Kurtisanen
- 1927: Svengali – Regie: Gennaro Righelli
- 1927: Arme kleine Sif
- 1927: Alraune – Regie: Henrik Galeen
- 1927: Die Welt ohne Waffen – Regie: Gernot Bock-Stieber
- 1927: Ramper, der Tiermensch – Regie: Max Reichmann
- 1930: Fundvogel
- 1932: Unheimliche Geschichten – Regie: Richard Oswald
- 1932: Marschall Vorwärts – Regie: Heinz Paul
- 1933: Hans Westmar – Regie: Franz Wenzler
- 1933: Inge und die Millionen – Regie: Erich Engel
- 1934: Die Freundin eines großen Mannes – Regie: Paul Wegener
- 1934: Ein Mann will nach Deutschland – Regie: Paul Wegener
- 1935: … nur ein Komödiant – Regie: Erich Engel
- 1936: Moskau – Shanghai – Regie: Paul Wegener
- 1936: August der Starke – Regie: Paul Wegener
- 1936: Die Stunde der Versuchung – Regie: Paul Wegener
- 1937: Krach und Glück um Künnemann – Regie: Paul Wegener
- 1937: Unter Ausschluß der Öffentlichkeit – Regie: Paul Wegener
- 1939: Das unsterbliche Herz – Regie: Veit Harlan
- 1940: Das Mädchen von Fanö – Regie: Hans Schweikart
- 1940/42: Der große König – Regie: Veit Harlan
- 1941: Mein Leben für Irland – Regie: Max W. Kimmich
- 1942: Hochzeit auf Bärenhof – Regie: Carl Froelich
- 1942: Diesel – Regie: Gerhard Lamprecht
- 1943: Wenn die Sonne wieder scheint – Regie: Boleslaw Barlog
- 1943/45: Kolberg – Regie: Veit Harlan
- 1944: Seinerzeit zu meiner Zeit – Regie: Boleslaw Barlog
- 1945: Der Fall Molander – Regie: Georg Wilhelm Pabst
- 1948: Der große Mandarin – Regie: Karl-Heinz Stroux

## Theater
- 1932: Heinrich von Kleist: Der Prinz von Homburg – Regie: Max Reinhardt (Deutsches Theater Berlin)
- 1933: Henrik Ibsen: John Gabriel Borkman (Borkmann) – Regie: ? (Komödie Berlin)
- 1945: Gotthold Ephraim Lessing: Nathan der Weise (Nathan) – Regie: Fritz Wisten (Deutsches Theater Berlin)

## Hörspiele
- 1945: Professor Mamlock (Titelrolle) – Regie: Hannes Küpper (Berliner Rundfunk)

## Wegeners Veröffentlichungen
- Der Galeerensträfling: Nach dem Filmroman (= Film-Romane. Bd. 2). Bearbeitet von Erich Effler. Knoblauch, Berlin 1920.
- Der Golem, wie er in die Welt kam. Eine Geschichte in 5 Kapiteln. Scherl, Berlin 1921.
- Flandrisches Tagebuch 1914. Rowohlt, Berlin 1933.

## Filmdokumentationen
- Lieblinge unserer Eltern: Paul Wegener. Ein Porträt des Charakterdarstellers. Deutsche TV-Dokumentation von 1964.
- Klassiker der Filmkunst – Paul Wegener. Dokumentation des Fernsehens der DDR von 1981.
- Paul Wegener. Der Mann, der der Golem war. Deutsche TV-Dokumentation von 1981.